# Теодор Љубавић
Теодор Љубавић (рођен у Сопотници код Горажда) је био јеромонах Српске православне цркве и први управитељ српске ћириличне штампарије на подручју тадашње Херцеговине.

## Биографија
Име Теодора Љубавића је често помињано, углавном у вези са првом српском штампаријом под Турцима. О биографским подацима сина Божидара Горажданина зна се јако мало, а дао их је он сам, у својим поговорима штампаним књигама. Претпоставља се да се школовао и замонашио у Милешеви, чији је био и монах, али аутори не искључују могућност школовања у Горажду у којем је при храму светог Ђорђа био основан манастир у другој половини 15.вијека.
Позивајући се на топосе које је уносио у своје текстове и разноврсни цитати, закључује се да је он за своје доба био веома образован човјек, упућен подједнако у сакрална и секуларна културна питања. 
Штампарија је радила од 1519. до 1526. године у Сопотници, а отворио је Теодоров отац Божидар Љубавић. Теодор, милешевски монах, заслужан је за штампање књига изашлих из Горажданске штампарије. Штампари који су посао учили у Млецима надзирали су издање  Божидаревих књига: Пахомије, синови Божидара Љубавића Ђорђе Љубавић из Сопотнице и његов брат јеромонах Теодор Љубавић, који је с другим братом Видојем Љубавићем био и управитељ штампарије. У Дринској штампарији је радио и унук Божидара Љубавића, Димитрије "логофет". Служабник (Службеник или Литургијар) (први штампани Служабник на Балкану) 1517. године, довршен 7. јула 1519. године, припремили су за штампу и објавили браћа Ђурађ и Теодор Љубавић, Псалтир с посљедовањем и часловцем (Псалтир са Последовањем и Часловцем) чији је први део био готов 7. априла 1519, а други 12. октобра 1520. године припремио је за штампу Теодор Љубавић, послије преране смрти свог брата Ђурђа Љубавића. Требник (Молитвеник) је објављен 1523. године након чега се штампарија непосредно по турској окупацији сели у Трговиште у Румунији.

## Штампарија
Штампарија чији је први управитељ био Теодор Љубавић са браћом се налазила у Храму Светог Ђорђа (Свети Ђорђе на Дрини) у Доњој Сопотници, данашњем Новом Горажду у Републици Српској. Мјесто штампарије, Храм Светог Ђорђа је задужбина Херцега од Светог Саве, "великог војводе русага босанскога и кнеза дринског", Стефана Вукчића Косаче (Стевана или Шћепана), који је подигнут 1446 — 1448. године. На првобитној локацији ктиторског натписа (сада премјештен на нови портал) Херцега Стефана Вукчића Косаче изнад улаза у првобитну грађевину Храма Светог Ђорђа у коме се налазила штампарија се налазио натпис: "В љето 6954/1446. год. аз раб Христу Богу господин Херцег Стефан ваздвигох храм светога великомученика Христова Георгија моле се јему да помолит се за мње грешном Владице моему Христу".
Црква Св. Ђорђа у Сопотници се сматра оснивачем и власником друге по старини штампарије на Балкану а прве на просторима данашње Републике Српске. Штампарија Божидара Љубавића Горажданина (монах Милешевски), или Дринска штампарија је непосредно по турској окупацији, снабдијевала осиромашене и страдале српске православне цркве и манастире богослужбеним књигама будући да је много старијих рукописних литургијских књига спаљено и уништено у протеклим деценијама 15. вијека. Матрице и технологију штампарије настављају монаси дрински Јован Малешевац и Матија Поповић посредством славног филолога, Словенца Приможа Трубара, средином 16. вијека, у Ураху код Тибенгена. Гаврил Стефановић Венцлoвић ће се у 18. вијеку у Острогону, обраћати српским шајкашима са “браћо Дрињани”, а његов претходник Кипријан Рачанин ће бити оснивач књижевне традиције српског народа Угарској.